# 프랑코 네로
프랑코 네로(Franco Nero, 1941년 11월 23일 ~ )는 이탈리아의 배우이다.

## 출연 작품

### 영화
- 텍사스 아디오스 - 버트 설리번 역
- 황야는 통곡한다 - 돈 호세 / 장고 역
- 서부의 불청객 - 케오마 섀넌 역
- 스캔들
- 레터스 투 줄리엣 - 로렌조 바르톨로니 역
- 더 라이트: 악마는 있다
- 카 2
- 장고: 분노의 추적자 - 아메리고 베세피 역
- 메모리즈 데이 톨드 미
- 뉴오더
- 인페르노 바이 단테
- 오브세시브 리듬즈
- 님프, 피의 요정
- 로드 투 카프리 - 구이도 역
- 존 윅: 리로드 - 줄리아스 역
- 아이스맨
- 다이하드 2 - 라몬 에스페란자 역
- 레컨 - 안젤로 역
- 더 매치: 1944 - 올드 브랑코 역
- 엑소시스트: 더 바티칸 - 교황 역

### 드라마
- 라스트 데이즈 오브 폼페이 (1984년, ABC) - 아르바케스 역